# XXVII Українська антарктична експедиція
XXVII Українська антарктична експедиція (УАЕ) — 27-ма наукова експедиція на українську антарктичну станцію «Академік Вернадський» у період з 12 квітня 2022 по 7 квітня 2023 року.

## Експедиція

### Підготовка експедиції
XXVII Українська антарктична експедиція на антарктичну станцію «Академік Вернадський» (о. Галіндез, Західна Антарктика) формувалася відповідно до конкурсу, оголошеного Національним антарктичним науковим центром (НАНЦ).
За словами директора Національного антарктичного наукового центру (НАНЦ) Євгена Дикого, це перша експедиція, відправлена на станцію «Академік Вернадський» після російського вторгнення в Україну. Деяким її учасникам довелося залишати м. Харків, Київську область та інші регіони України, де на той час вже тривали бойові дії. Тобто, це була перша наукова експедиція в історії незалежної України, яку відправили на станцію під час повномасштабної війни. Щоб вчасно замінити колег зі складу XXVI експедиції, яка рік працювала в Антарктиді, вченим довелося вирушати в дорогу буквально за тиждень після початку вторгнення РФ до України.

### Склад експедиції
XXVII Українська антарктична експедиція складалася з 14 учасників: 9 вчених (по 3 метеорологи, геофізики та біологи) та 5 членів команди життєзабезпечення (лікар, кухар, дизеліст, механік і сисадмін).
Керівник експедиції:
- Юрій Отруба — 1986 р. н., Національний антарктичний науковий центр, м. Київ, геофізик (сьома зимівля).

Геофізики:
- Андрій Сопін — 1982 р. н., Радіоастрономічний інститут НАН України, м. Харків (третя зимівля);
- Олександр Богомаз — 1985, Інститут іоносфери НАН та МОН України, м. Харків (перша зимівля).

Метеорологи:
- Сергій Разумний — 1988 р. н., Центральна геофізична обсерваторія імені Бориса Срезневського, м. Вишгород, Київська область (третя зимівля).
- Анжеліка Ганчук — 1994nbsp;р. н., Український гідрометцентр, м. Київ (перша зимівля);
- Оксана Іваніга — 1994nbsp;р. н., Київський національний університет імені Тараса Шевченка, м. Київ (перша зимівля).

Біологи:
- Сергій Глотов — 1986 р. н., Державний природознавчий музей НАН України, м. Львів (перша зимівля);
- Марта Дзиндра — 1982 р. н., ТзОВ “Технолаб”, м. Львів (перша зимівля);
- Сергiй Гоголь — 1972 р. н., Iнститут експериментальної патологiї, онкологiї i радiобiологiї ім. Р.Є. Кавецького НАН України, м. Київ (перша зимівля).

Команда життєзабезпечення:
- лікар Василь Матковський — 1991 р. н., м. Київ (перша зимівля);
- кухар Олег Курус — 1980 р. н., смт. Мізоч, Рівненська область (друга зимівля);
- дизеліст Юрій Лишенко — 1973 р. н., м. Харків (четверта зимівля);
- системний механік Максим Білоус — 1982 р. н., м.Шепетівка, Хмельницька область (друга зимівля);
- системний адміністратор Володимир Хомко — 2000 р. н., м. Львів (перша зимівля).

### Хід експедиції
На початку січня 2022 року, Національним антарктичним науковим центром (НАНЦ) було повідомлено, що українське науково-дослідне судно «Ноосфера» з учасниками української XXVII УАЕ вирушить до Антарктиди дещо пізніше, аніж анонсувалося. Повідомлялося, що криголам вирушить з порту Одеси на українську полярну станцію “Академік Вернадський” не 10 січня, як передбачалося раніше, а, орієнтовно, 20 – 23 січня. Як уточнили у пресслужбі НАНЦ, перенесення термінів пов’язане із затримкою у доставці вантажу для експедиції. Тому частина учасників нової експедиції прибула до української станції «Академік Вернадський» в Антарктиді на судні ВМС Чилі.
Попри бойові дії, які почалися на території України та складну логістику, завдяки сприянню МВС України та Польської антарктичної програми, всій команді нової експедиції 7 березня 2022 року вдалося виїхати з України до Польщі, де з Варшави вони вирушили до Чилі. Там у порту Пунта-Аренас вони піднялися на борт українського науково-дослідного судна «Ноосфера», яке здійснило перехід через Атлантичний океан та на якому експедиція дісталася до Антарктиди.
Протягом року експедиція проводила на станції «Академік Вернадський» дослідження і спостереження за трьома основними напрямами: геофізика, біологія, метеорологія, а також забезпечувала роботу станції.
7 квітня 2023 року учасники XXVII Української антарктичної експедиції та працівники сезонного загону, які виконували технічні та наукові завдання впродовж кількох місяців, вирушили додому на криголамі «Ноосфера». Розпочала роботу XXVIII Українська антарктична експедиція.
5 травня 2023 року, згідно з повідомленням Національного антарктичного наукового центру (НАНЦ), учасники XXVII Української антарктичної експедиції повернулися до України, їхній шлях додому тривав майже місяць. «27-ма українська антарктична експедиція повернулася додому: зимівники та зимівниці приїхали з Варшави в Київ сьогодні, 5 травня 2023 року», — зазначено в повідомленні.